# Dendrobium kenepaiense
Dendrobium kenepaiense är en orkidéart som beskrevs av Johannes Jacobus Smith. Dendrobium kenepaiense ingår i släktet Dendrobium, och familjen orkidéer. Inga underarter finns listade i Catalogue of Life.